# Svaz hornouherských horních měst
Svaz hornouherských důlních měst byl městský svaz několika horních měst v Uhersku spojených s těžbou cenných kovů. Patřilo sem 7 míst: Gelnica, Smolník, Jasov, Rožňava, Spišská Nová Ves, Telkibánya a Rudabánya.  
Svaz oficiálně vznikl 26. prosince 1487 v Košicích na setkání zástupců sedmi důlních (horních) měst, kde byla sepsána důlní práva jako základ vzniku tohoto svazu.  Fakticky vznikl už o něco dříve.

## Galerie

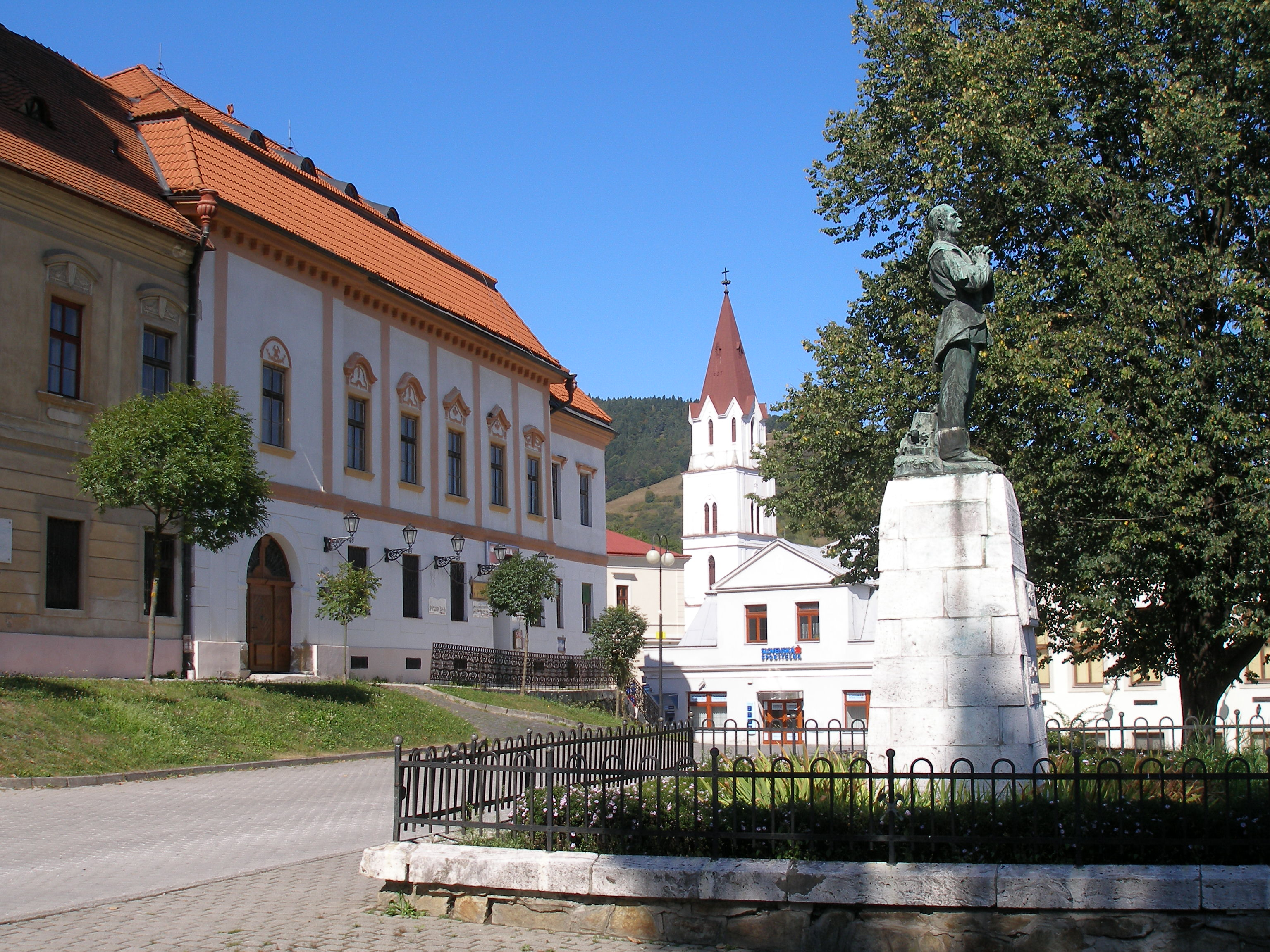
Gelnice
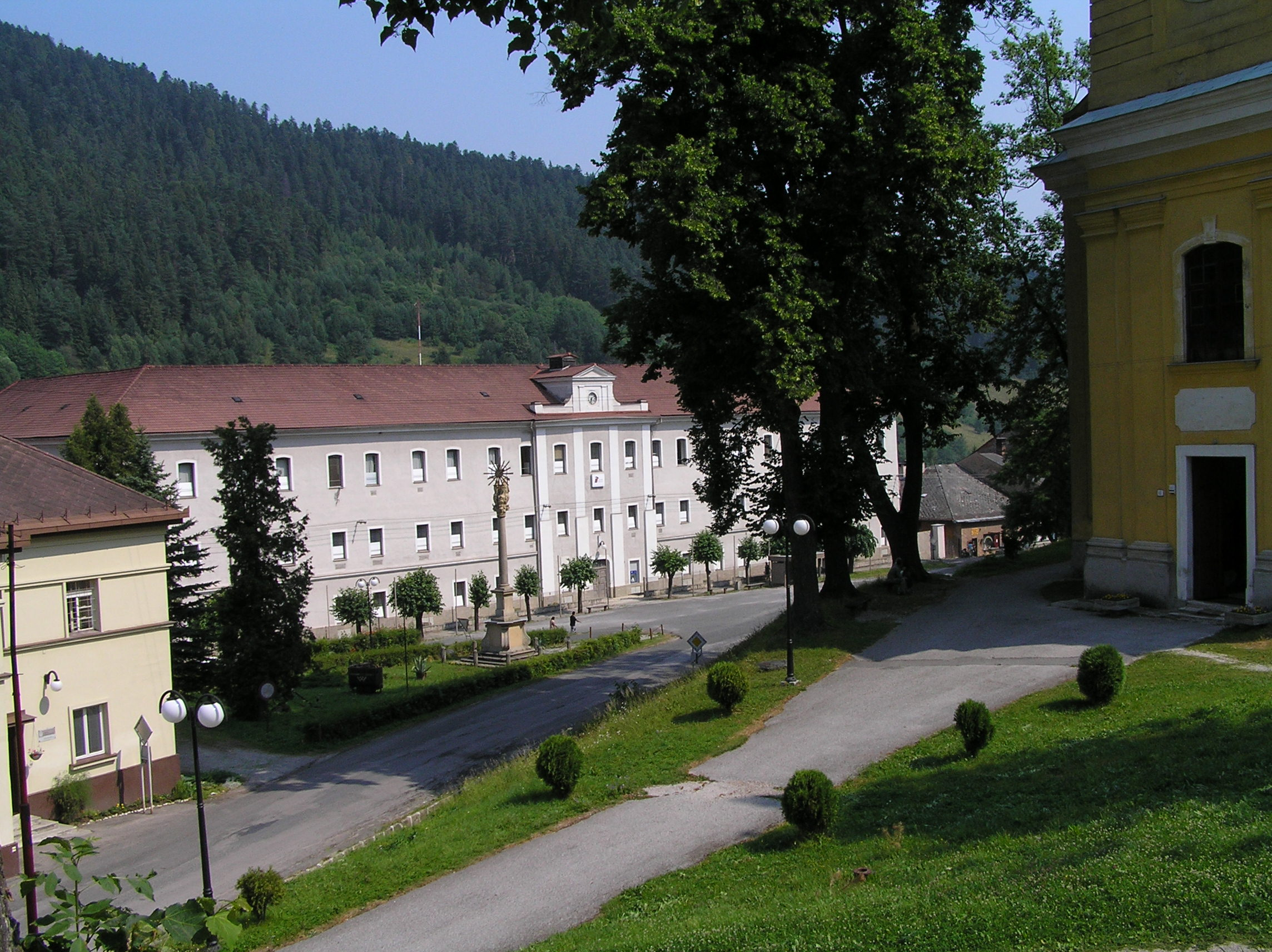
Smolník
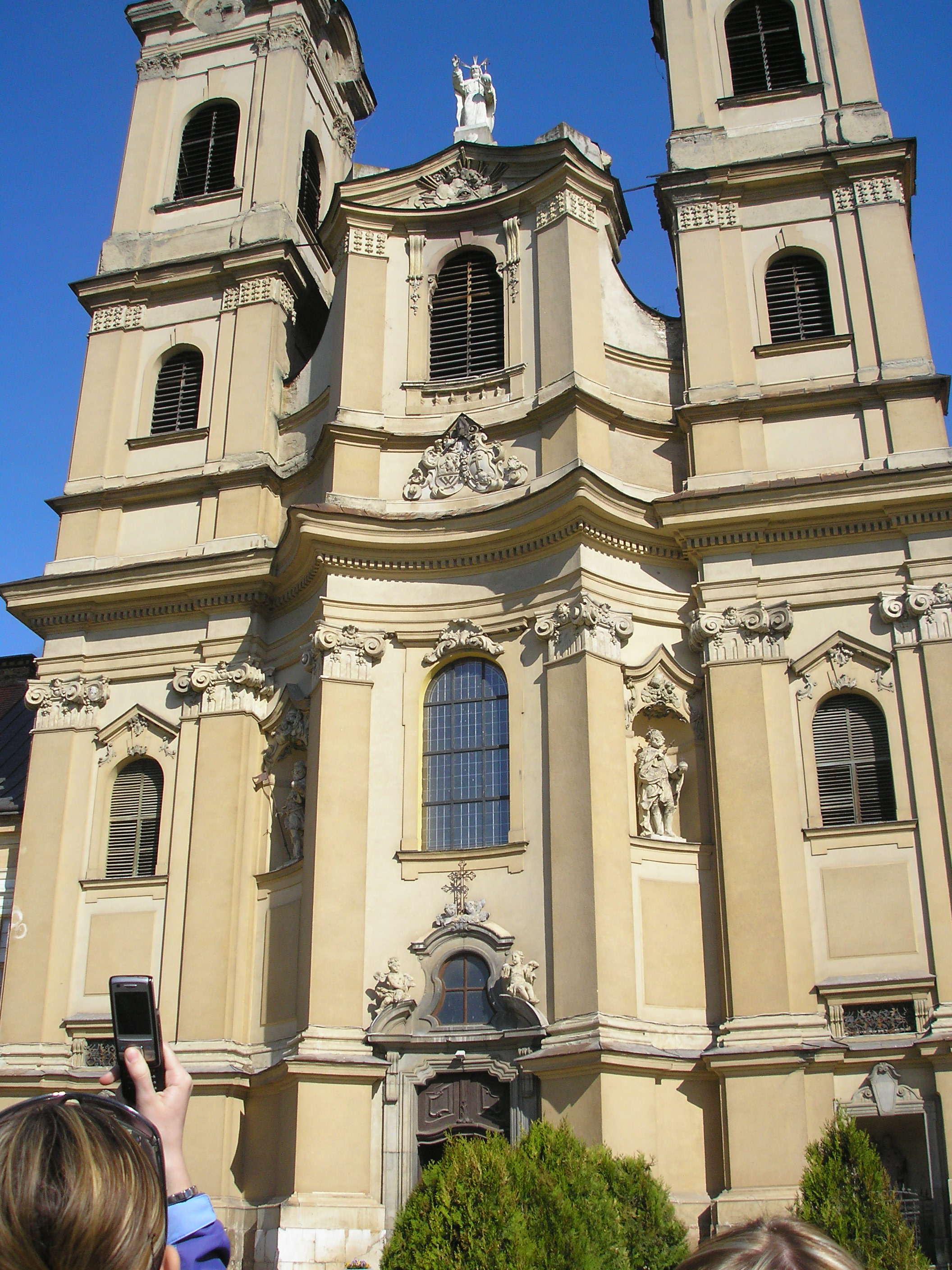
Jasov
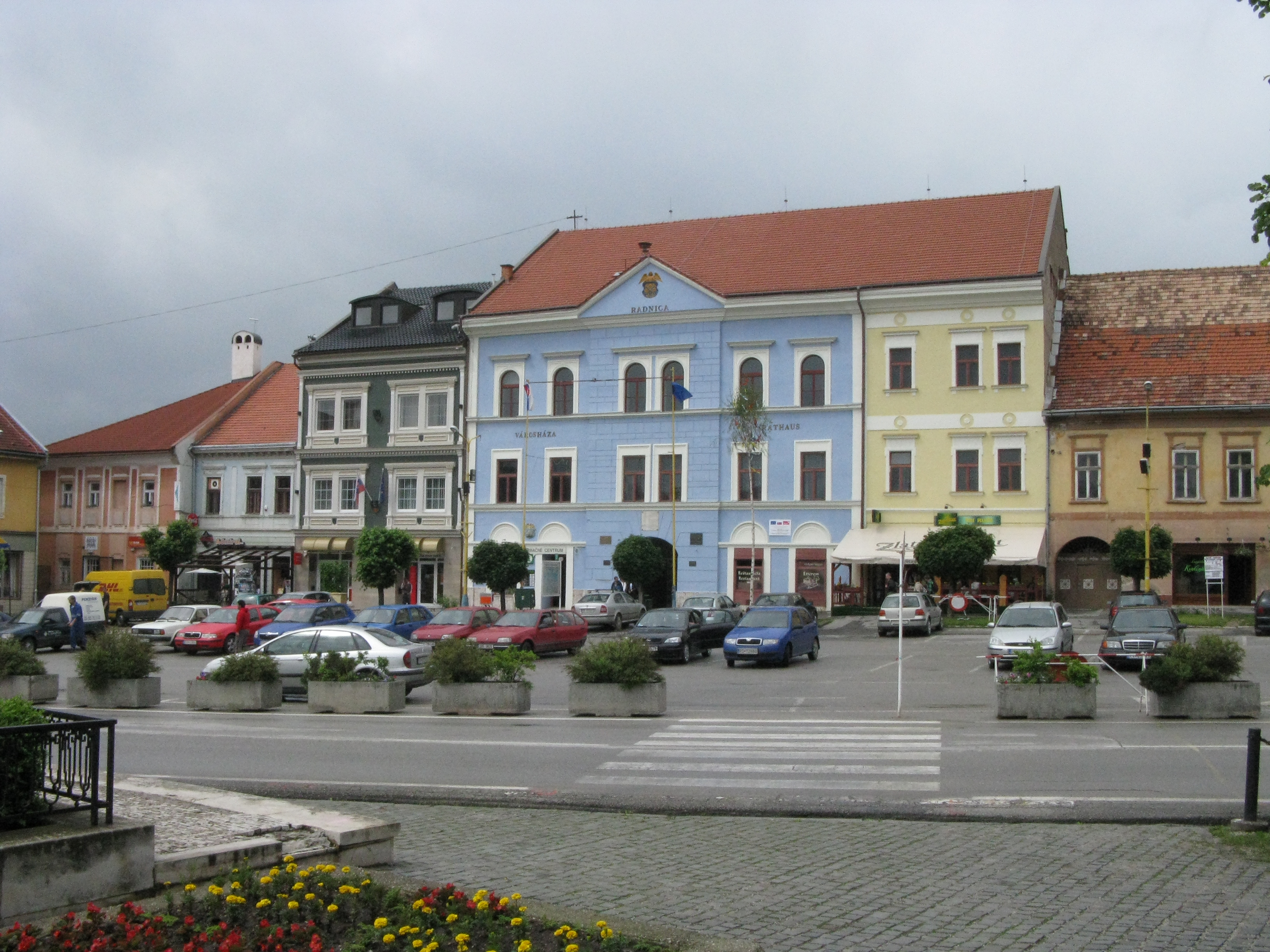
Rožňava
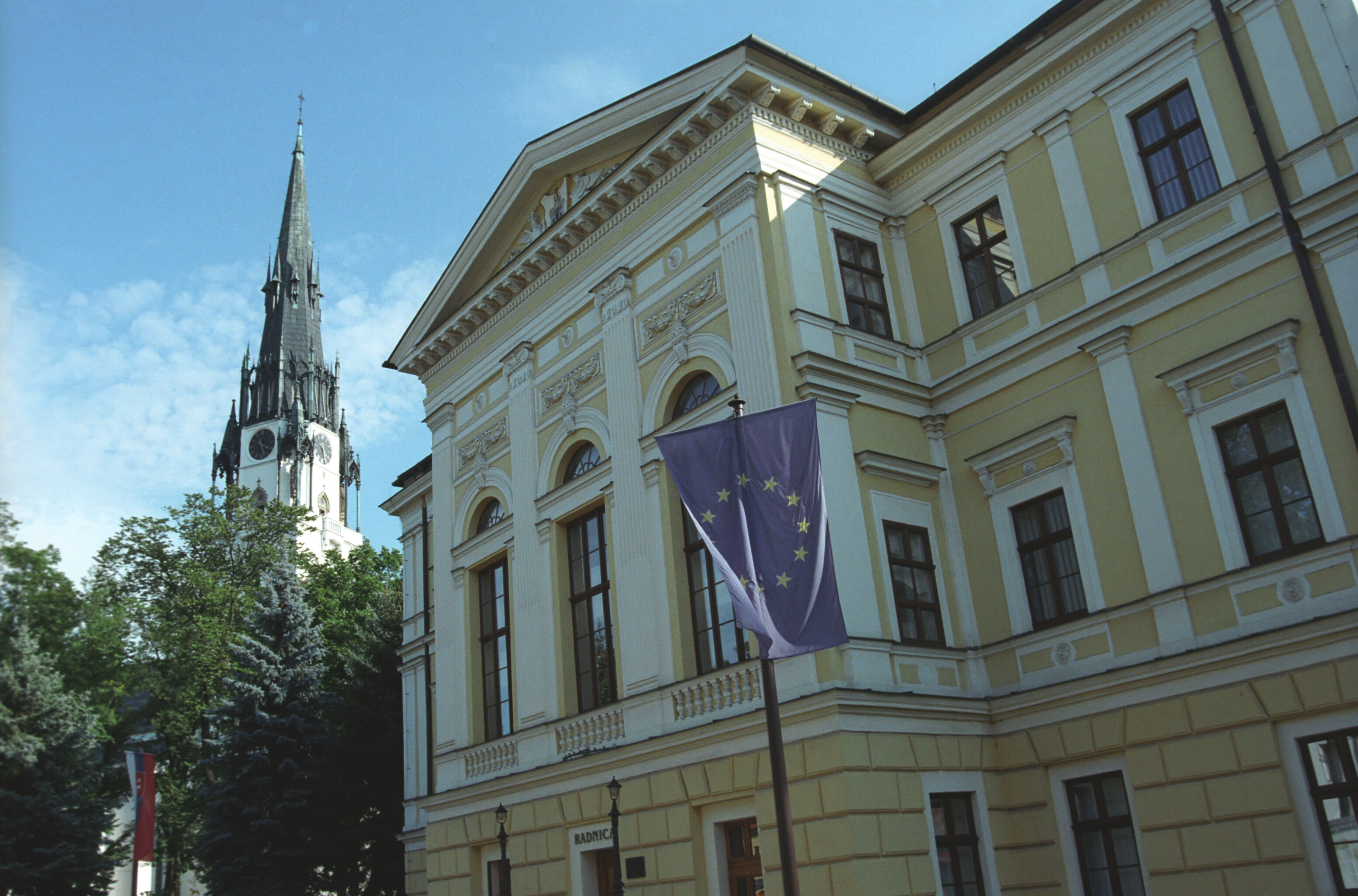
Spišská Nová Ves
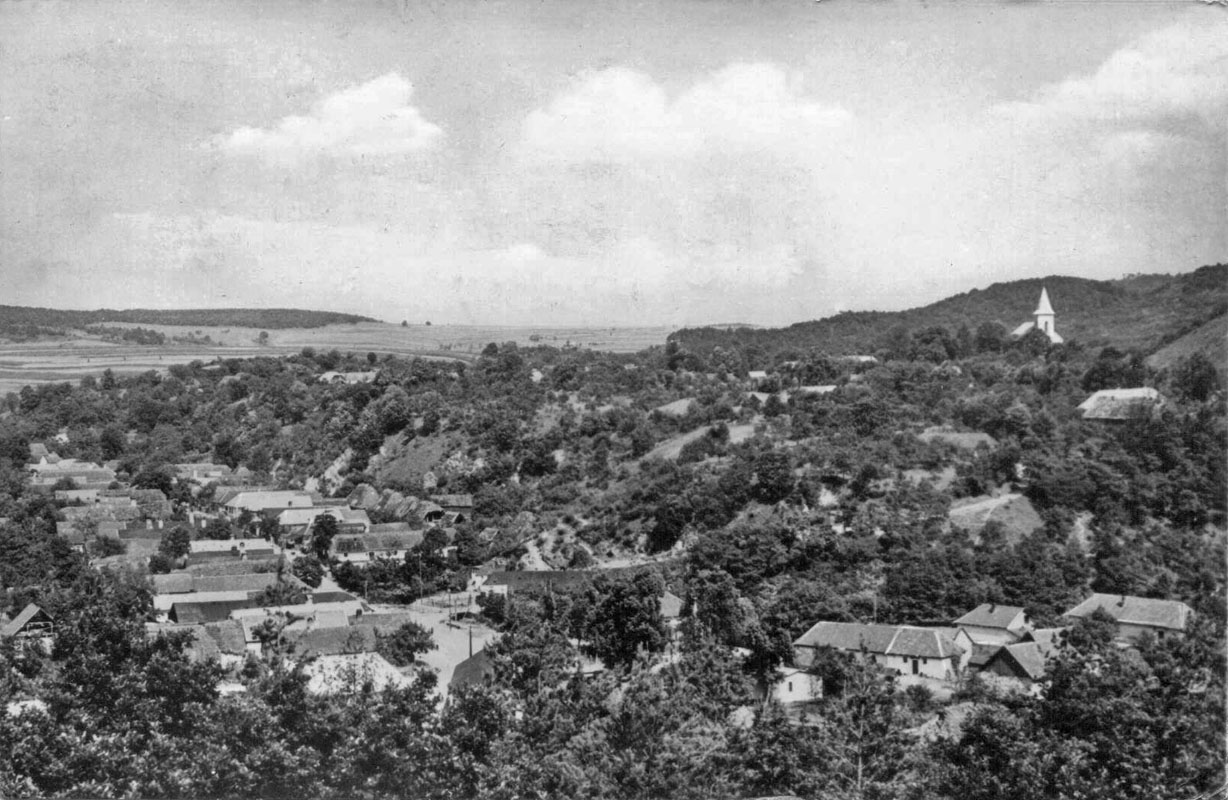
Telkibánya
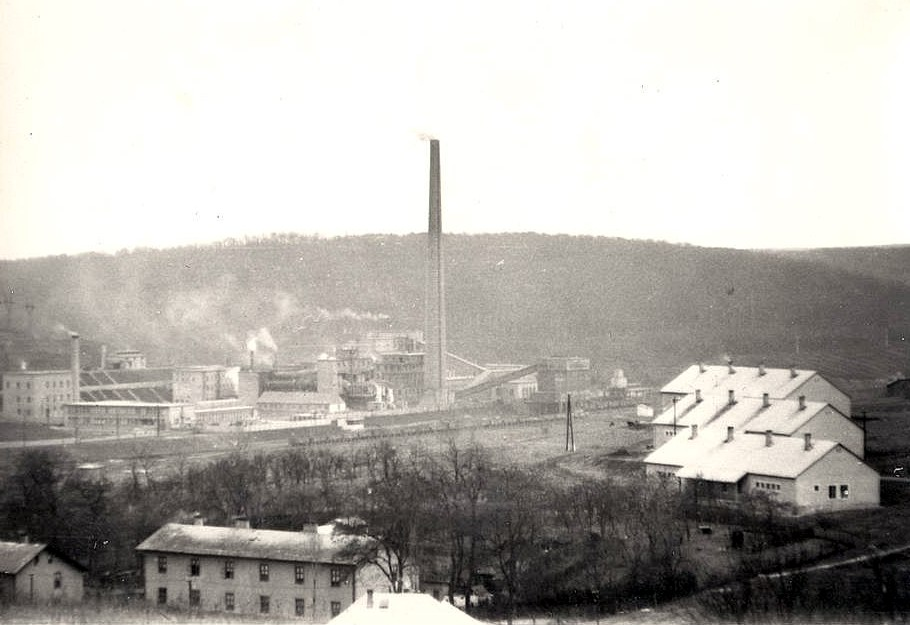
Rudabánya